# Nedvězí (Olomouc)
Nedvězí (německy Nedweiss) je bývalá obec, nyní městská čtvrť a katastrální území na jihozápadě statutárního města Olomouce. Od centra města je oddělena táhlým kopcem a dálnicí D35. 

## Historie
První písemná zmínka o vsi Medweze pochází z roku 1234, kdy je doloženo vlastnictví pozdějšího moravského markrabího Vladislava, který ji daroval olomoucké kapitule. Té pak Nedvězí patřilo až do vzniku obecních samospráv v roce 1850, ačkoli už v roce 1512 svůj zdejší hospodářský dvůr prodala obci a v roce 1786 byla povinnost roboty nahrazena peněžními odvody. K roku 1399 byla ves v důsledku válek mezi markrabaty Joštem a Prokopem zcela vylidněná, podobně byla zničena Švédy během třicetileté války. Poté byla nově osídlena, ovšem již německými osadníky, čímž se stala součástí olomouckého jazykového ostrova. Až po vzniku Československé republiky zde získali převahu opět Češi.
Vždy šlo o malou zemědělskou obec, známou pěstováním zelí a chovem koní. Kromě toho zde byl v provozu vápencový lom a od roku 1884 v objektu bývalé kontribuční sýpky sladovna olomouckého podnikatele Jana Knotka, později v rukou dalších majitelů. Roku 1784 byla místní kaplička sv. Floriána přestavěna na menší kostelík s věží. Nedvězí spadalo pod farnost ve Slavoníně, od roku 1805 již ale mělo vlastní školu (až po roce 1919 i českou). Elektrifikace obce proběhla v roce 1925, době první republiky také rostl počet domů a obyvatel. Po vysídlení Němců v roce 1946 se počet obyvatel naopak začal snižovat. K 1. lednu 1975 se Nedvězí stalo součástí Olomouce.
| Rok      | 1869 | 1880 | 1890 | 1900 | 1910 | 1921 | 1930 |
| -------- | ---- | ---- | ---- | ---- | ---- | ---- | ---- |
| Obyvatel | 298  | 323  | 384  | 340  | 333  | 366  | 466  |
| Domů     | 44   | 49   | 53   | 56   | 58   | 59   | 84   |
| Rok      | 1950 | 1961 | 1970 | 1980 | 1991 | 2001 | 2011 |
| Obyvatel | 407  | 390  | 365  | 355  | 365  | 374  | 425  |
| Domů     | 97   | 89   | 84   | 86   | 101  | 104  | 130  |

1. ↑  Z toho 256 osob národnosti československé, 205 německé a 5 ostatních.[8]

## Současnost
Osou vesnice je silnice II/570 (část ulice Jilemnického a ulice Štúrova), centrem vesnice je malé náměstíčko s památkově chráněným barokním kostelíčkem Nejsvětější Trojice a prodejnou Jednoty. Náměstí je využívané jako zastávka a parkoviště pro příměstský autobus a návštěvníky obchodu, případně další vozidla. Nedvězí je tvořeno převážně jednopatrovou zástavbou rodinných domů, výjimku tvoří tzv. bytovky na kraji, postavené zřejmě někdy v 70. a 80. letech 20. století. V Nedvězí jsou také budovány nové rodinné domy. V obci je zrenovované fotbalové hřiště.
U silnice od Slavonína je malý hřbitov, několik křížů (včetně památkově chráněného smírčího kříže) a pomník válečným obětem.

## Fotogalerie

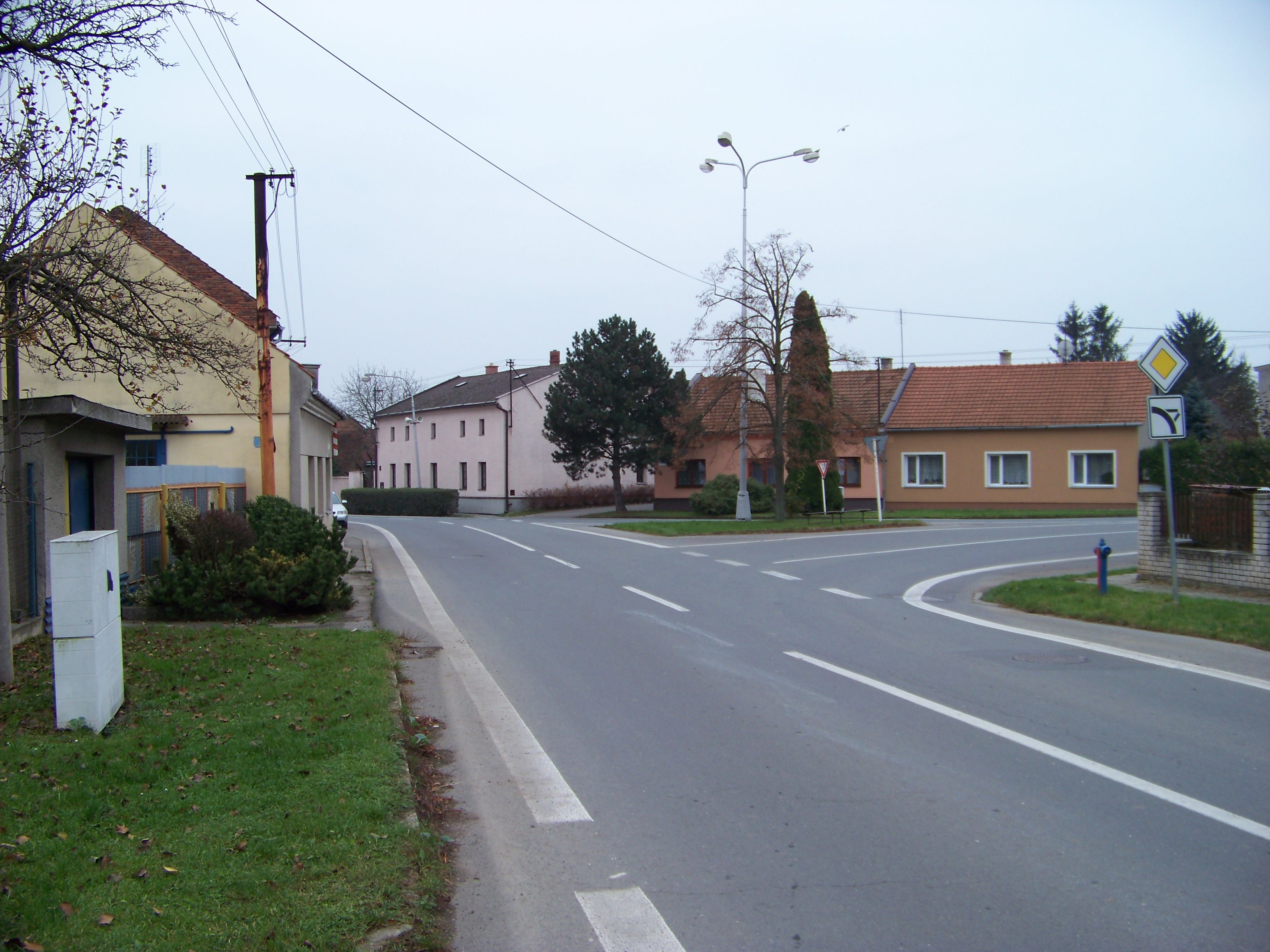
Křižovatka ulic Jilemnického a Štúrova
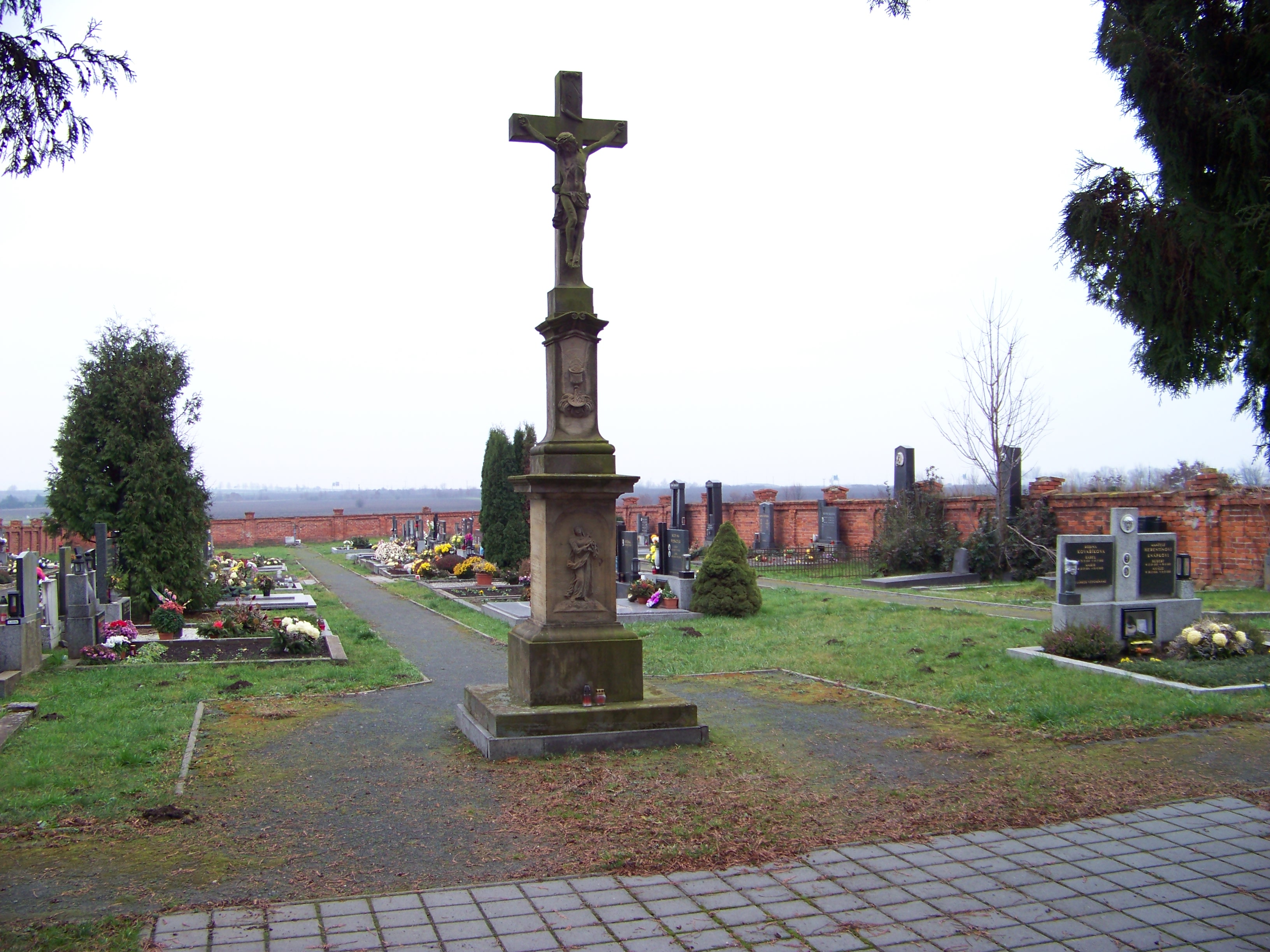
Kříž na hřbitově
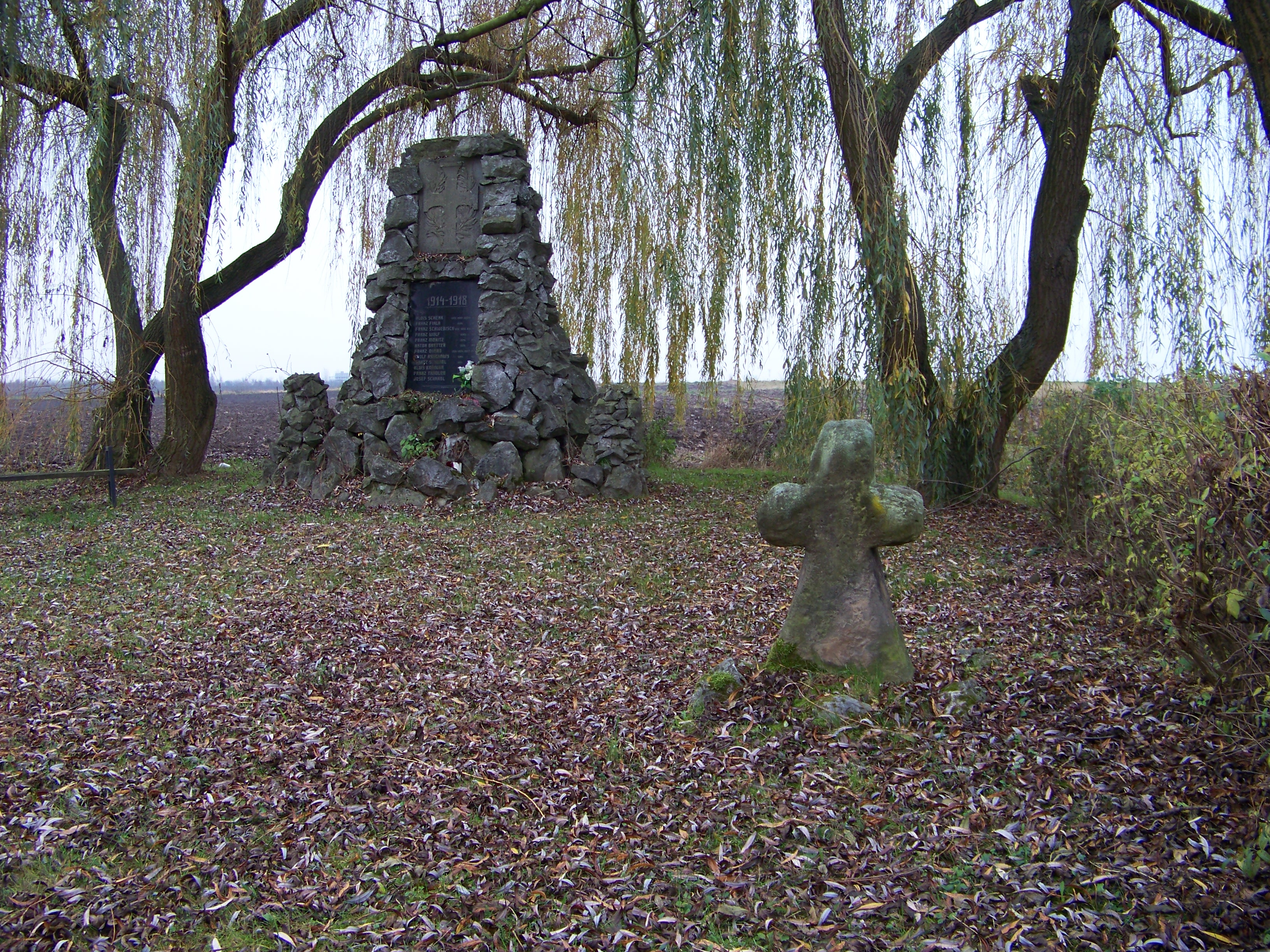
Pomník obětí první světové války a smírčí kříž
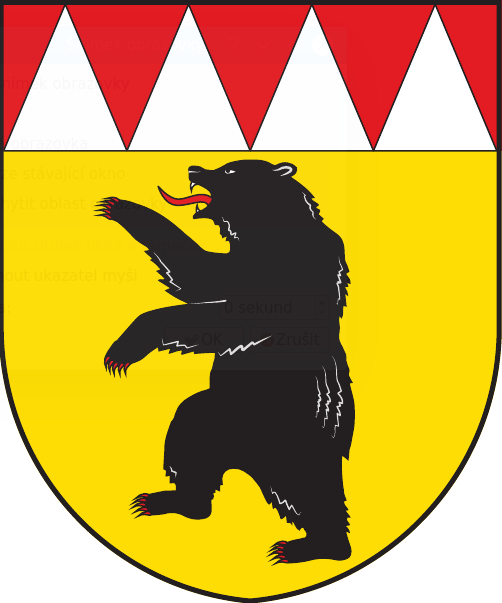
Znak
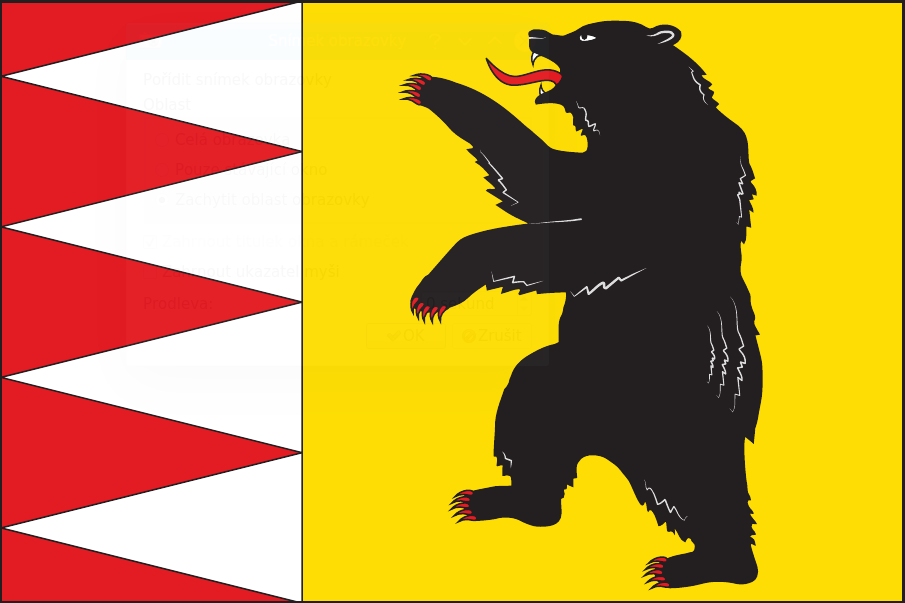
Vlajka